# Альфонсо Букхоудт
Альфонсо Букгоудт (нід. Alfonso Boekhoudt; нар. 27 січня 1965, Аруба) — державний і політичний діяч Аруби. Обіймав посаду уповноваженого міністра з 14 листопада 2013 року до 17 листопада 2016 року. Губернатор Аруби з 1 січня 2017 року.

## Біографія
Народився на Арубі 27 січня 1965 року. 
З 1991 до 1994 рік працював в уряді уповноваженого міністра Аруби. З 1994 по 2005 рік працював фінансовим менеджером та директором у приватному секторі. 
З 2005 по 2013 рік обіймав посаду директора Управління портів Аруби.
З жовтня 2010 по листопад 2013 року був головою Червоного Хреста Аруби.
13 листопада 2013 року був назначений уповноваженим Міністром Аруби, змінивши Едвіна Абата. 17 листопада 2016 року уповноваженим міністром став Хуан Давид Іраскін.
У жовтні 2016 року Рада міністрів Королівства Нідерландів призначили Альфонсо Букгоудта губернатором Аруби, вступив на посаду з 1 січня 2017 року. Він був запропонований на цю посаду міністром внутрішніх справ та у справах королівства Нідерландів Рональдом Пластерком. Цей крок викликав критику з боку кабінету міністрів Аруби, оскільки правила Ради міністрів Королівства Нідерландів щодо губернатора не дотримувалися. Кабінет міністрів Аруби висловив побажання, щоб призначення було скасовано. Проте міністерство внутрішніх справ і справ королівства Нідерландів заявило, що правил дотримувалися. Кабінет міністрів Аруби висунув кандидатуру міністра фінансів Анхеля Бермудеса на цю посаду.
Кабінет міністрів Аруби згодом висунув недовіру Альфонсо Букгоудту, змусивши його піти у відставку з посади уповноваженого міністра Аруби 1 листопада 2016. 
18 жовтня 2016 року конфлікт між Еманом і Пластерком був урегульований: Майк Еман прийняв призначення Альфонсо Букгоудта і сторони спільно зробили заяву, що процес призначення не був ідеально організований.